# Озера Херсонської області
Озера Херсонської області — озера на території Херсонщини.
У межах області є чимало природних водоймищ — озер. Вони різні за походженням основи (лиманові, лагунні, еолові, просадні), за рівнем мінералізації води (прісні, солонуваті, солоні, розсоли), за характером водного балансу (стічні, безстічні).
За територіальним розташуванням озера Херсонщини поділяються на дві групи:
- Озера в долині р. Дніпро
- Озера південних приморських територій області

## Озера долини Дніпра
Озера в долині р. Дніпро — плавневі — мають здебільшого овальну, подовжену чи округлу форму основи, розлогі низькі береги. Дно їх покрите шаром сапропелевого чорного чи темно-сірого мулу з домішкою детриту. Майже всі озера стічні. Режим їх пов'язаний з режимом річок, в плавнях яких вони знаходяться. Температура води влітку сягає 24-26°С. Зимою озера замерзають. Береги їх покриті типовою прибережною рослинністю. В межах літоралі розвивається водна рослинність. Ці озера є районами рекреації. В нижній частині Дніпра розташовані більш як 140 озер, більшість з яких називають лиманами.

### Біле озеро
Біле озеро — лиманового походження, знаходиться біля смт Білозерка. Розміри приблизно 4x2 км, площа до 5 км², глибина до 2 м. Береги переважно круті, до 5 м заввишки, південні і південно-східні — низовинні, заболочені. Мінералізація води незначна, прозорість 0,2-0,6 м. Дно піщане, в центральній частині покрито шаром мулу.

### Безмен
Безмен — плавневе озеро в дельті Дніпра. Протоками сполучається з Білим озером. Розміри 2,4x1,5 км, площа 2,5 км². Середня глибина 2,2 м. Мінералізація незначна — від 200 до 400 міліграмів/л. Прозорість 0,6 м.

### Верхнє Солонецьке
Верхнє Солонецьке - озеро в пониззі Дніпра на о. Білогрудов. Розміри 2x1 км, площа 1,4 км², глибина до 1,5 м. Прозорість до 0,9 м.

### Глухий лиман
Глухий лиман — озеро в Олешківському районі, знаходиться між протокою Козачелагерна Конка та Дніпром, з яким сполучається протоками. Розміри 2,5x1 км, площа 2,2 км², глибина до 1,5 м. Прозорість близько 1 м.

### Голубів лиман

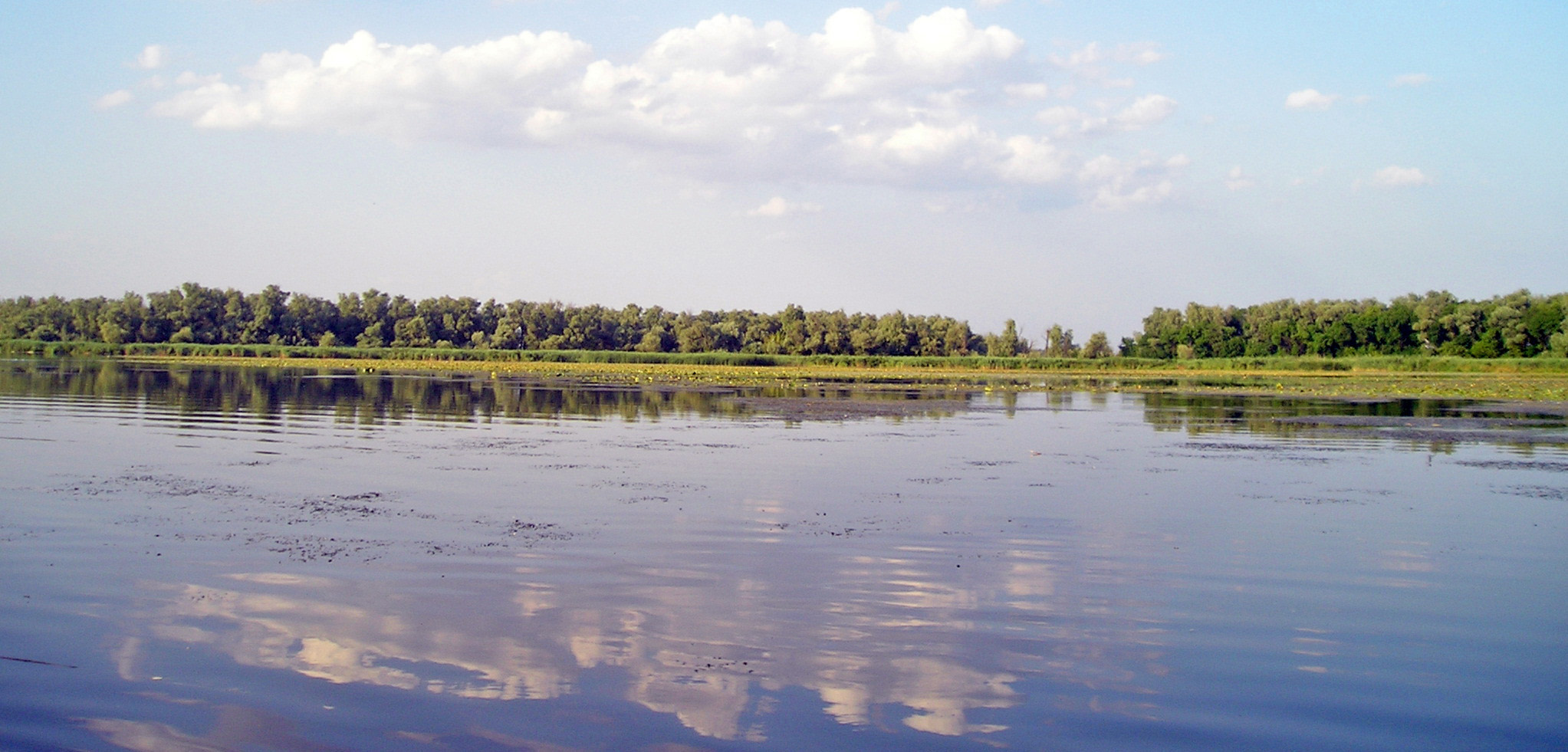
Голубів лиман

Голубів лиман — озеро в Олешківському районі, на північний схід від м. Олешки. Протоками сполучається з озером Західним та протокою Олешківська Конка. Розміри 2,4x0,8 км, площа 1,68 км², глибина до 2,5 м. Прозорість води 1,2 м. Мінералізація води 200 —300 міліграм/л.

### Дідове
Дідове — озеро в Білозерському районі, в дельті Дніпра. Сполучається рукавом Горлохват з Дніпровсько-Бузьким лиманом. Розміри 2,8x0,6 км, площа 0,7 км², глибина до 2 м. Внаслідок припливів води з лиману мінералізація води в прикордонних товщах значно зростає.

### Жаба
Жаба (Жабка) — озеро на острові Красниковому. Сполучається протокою Мала Серединка с озерами Красниковим та Окуневим. Розміри 3x0,75 км, площа 1,3 км², глибина до 3 м. Прозорість до 1,2 м. Мінералізація води 200—300 мг/л.

### Збур’ївський кут
Збур'ївський Кут (Збур'ївський лиман) — дельтове озеро в Голопристанському районі. Сполучається протокою з Дніпровсько-Бузьким лиманом та з р. Конкою. Розміри 9x3 км, площа 21 км², глибина до 4 м. Прозорість 1-1,5 м. Мінералізація 200—500 міліграм/л.

### Інгулецький лиман
Інгулецький лиман — озеро в Білозерському районі на відстані 3 км від гирла р. Інгулець, з яким сполучається протоками. Розміри 3,1x0,8 км, площа 2,2 км², глибина 1-3 м. Живиться за рахунок водообміну з Інгульцем.

### Казначейський лиман
Казначейський лиман знаходиться на схід від с. Корсунка. Протоками сполучається з Дніпром та Фроловським і Підстеповим лиманами. Розміри 2x1 км, площа 1,7 км², глибина до 1,5 м. Прозорість до 1 м.

### Кардашинський лиман

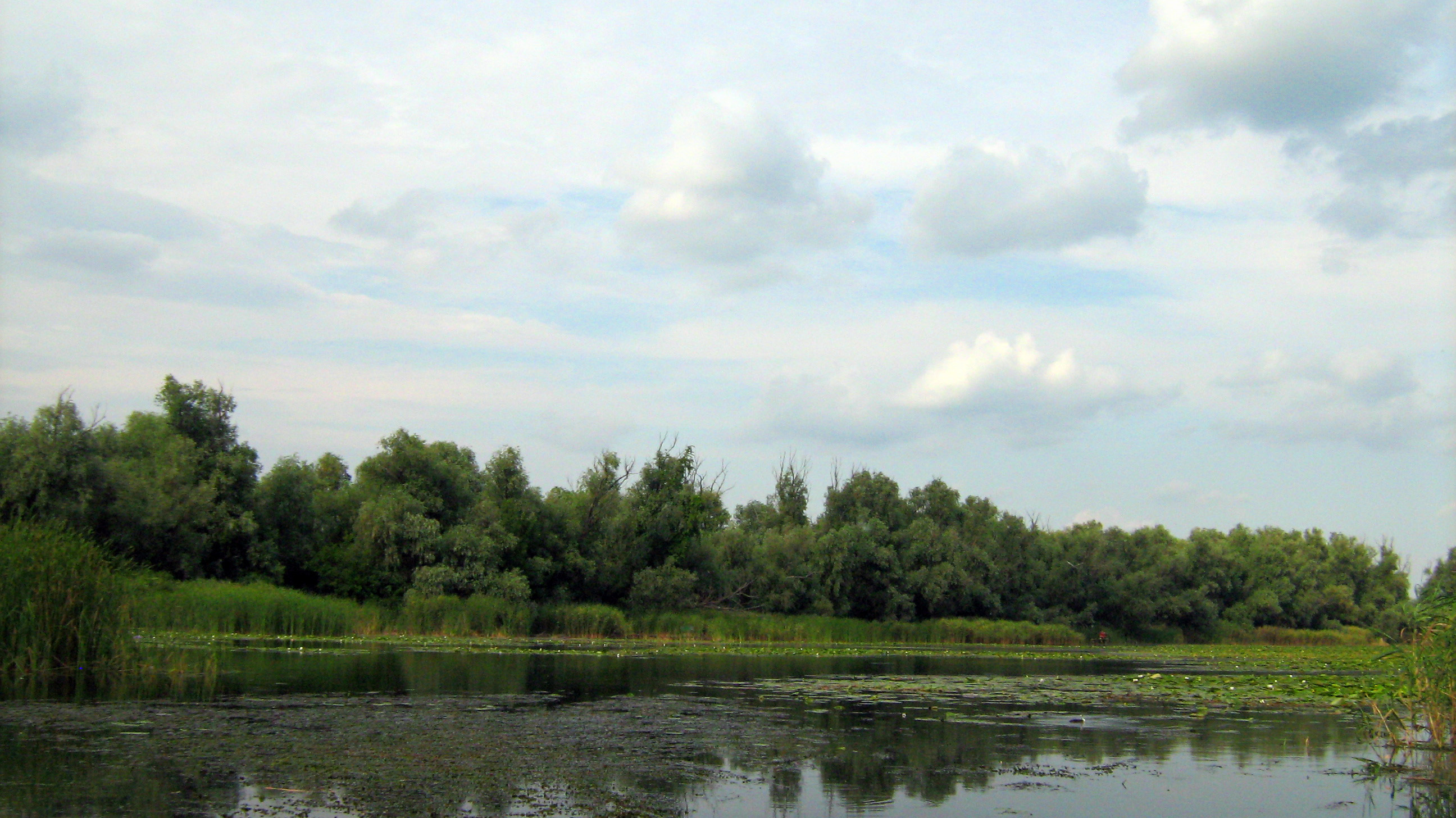
Кардашинський лиман

Кардашинський лиман — озеро біля с. Кардашинка Голопристанського району. Протоками сполучається з Дніпром. Розміри 5x1,5 км, площа 5,1 км², глибина до 2 м. Прозорість до 1 м, мінералізація 175—320 міліграм/л. Характерне явище — «цвітіння» води.

### Красникове
Красникове — озеро в Голопристанському районі на острові Красниковому. Протоками сполучається з Дніпром і озерами Жабою та Окуневим. Розміри 2,6x1 км, площа 1,8 км², глибина 1,5 м. Прозорість до 1,2 м. Мінералізація води 200—300 міліграм/л.

### Круглик
Круглик — озеро розташоване на південь від Херсона, між Дніпром і його рукавом Кардашинською Конкою, з якими сполучається протоками. Розміри 1,5x1 км, площа 1,3 км², глибина до 1,5 м. Прозорість до 1,2 м.

### Нижнє Солонецьке
Нижнє Солонецьке — озеро на о. Білогрудовому в дельті Дніпра. Сполучається протоками з рукавами Дніпра — Конкою і Солонихою та з озерами Вільховий Бакай та Горіховий Бакай. Розміри 1,5x1 км, площа 1,2 км², глибина до 2 м. Прозорість до 1 м. Мінералізація води 200—300 мг/л.

### Олексіївський лиман
Олексіївський лиман знаходиться північніше від Олешків. Протокою сполучається з Дніпром. Розміри 2,5x0,5 км, площа 1,2 км², глибина до 2,5 м. Прозорість води 1-1,5 м. Мінералізація 200—300 мг/л.

### Понятовський лиман
Понятовський лиман — озеро в Білозірському районі на правому березі Дніпра. Протоками сполучається з рукавом Дніпра — Інгулкою. Розміри 0,8x0,6 км, площа 0,5 км², глибина до 2 м. Прозорість води 1,2 м. Мінералізація 180—200 мг/л.

### Сабетський лиман
Сабетський лиман — озеро в Бериславському районі, за 3 км південно-західніше с. Отрадокам'янки. Лежить поміж Дніпром та його притокою р. Козак, з якими сполучається протоками. Розміри 2,5x0,6км, площа 1,1 км², глибина до 2,5 м.

### Стебліївський лиман
Стебліївський лиман — озеро на острові Карантинному в дельті Дніпра. Протоками з'єднаний з Кошовою та рукавом Вільховий Дніпро, а також з озерами Лопухи й Мідне. Складається з 2-х водойм. Загальна довжина 4 км. Площа близько 4 км². Прозорість води 0,5-1 м. Мінералізація води 200—500 мг/л. Води дуже забруднені промисловими стоками.

### Фроловський лиман
Фроловський лиман — озеро на лівобережжі Дніпра біля с. Корсунка. Протоками сполучений з Дніпром, Казначейським лиманом та озером Підстеповим. Розміри 2,5x1,5 км, площа 3 км², глибина до 1,5 м. Прозорість до 1 м.

### Солоні водоймища гирла Дніпра
На пригирловій ділянці р. Дніпро в районі міст Херсон і Олешки розташовано декілька солоних водоймищ.
Грязьове (Голопристанське, Солоне, Соляне, Гопри) — солоне озеро на південно-східній околиці Голої Пристані. Розміри 1x0,75 км, площа від 0,5 до 0,75 км², глибина до 1,2 м. Береги низькі, мулисті. Для постійного живлення в озері створені свердловини, з яких витікає мінералізована вода (ропа). Концентрація її змінюється від 20 до 200 г/л. Піщане дно покрите шаром сіро-синіх грязей завтовшки від 0,4 до 2 м. Грязі мають лікувальні властивості. Озеро — район рекреації.
У поглибленнях піщаних арен розташовані Олешківські, Коханівські та Буркутські озера. Водний режим цих озер в основному визначається режимом річок Дніпра та його рукавів. Площі їх від декількох до сотні гектарів. Глибини різні: до кінця літа одні озера стають дуже мілкими або пересихають зовсім, інші — зберігаються. Грязі з дна багатьох цих озер дають лікувальний ефект.

## Озера південних приморських територій області
Озера південних приморських територій області розташовані на південному заході та південному сході Херсонщини. Ці озера — лимани та лагуни. Температура води влітку до +30 °C, зимою озера замерзають. Є солоні озера з мінералізацією води понад 25 г/л. Площі цих озер незначні.

### Південно-західні озера
На південному заході області на Кінбурнському півострові знаходиться близько 200 малих та великих озер. Поверхня півострова равнінна, піщана, низовинна, покрита великою кількістю западин; деякі з цих озер розташовані нижче за рівень моря. Всі вони періодично або постійно заповнені водою. У живленні озер, розташованих вище за рівень моря, важливе значення відіграють атмосферні опади.
Озера південно-західної частини Херсонщини прісні або солонуваті. Водоймища, які лежать нижче за рівень моря, живляться морськими водами, що просочуються крізь піщані товщі. Вода в цих озерах солона. Відвіку в Кынбурнських солоних озерах видобували кухонну сіль.
Найбільше з цих озер: Засуха (2,1 км²), Високе (1,7 км²), Лисухине (0,9 км²), Чорне (0,1 км²). Окрім озер Кынбурнського півострова, багато їх знаходиться в інших районах на південному заході області. Південніше с. Рибальче розташовані солоні озера Петухов (1,5км2), Оджіголь (3,4 км²), Рибальчинське (1,1 км²).
Багато малих озер знаходиться на півострові Ягорлицький Кут. На узбережжі Тендрівської затоки знаходиться група озер: Кругле (2 км²), Довге (1,7 км²), Кефалеве (2,7 км²), Криве (0,5 км²), Кефальне (1 км²), далі на схід — озера Кругле (2 км²), Прокоповське (1 км²), Довге (1 км²) та інші, — декілька десятків невеликих водоймищ.

### Південно-східні озера
У західній частині району розташоване Устричне озеро — солоне озеро лагунного походження, від Чорного моря відокремлено насипом, періодично сполучається з ним протокою. Розміри 3,2x2 км, площа 3,5 км², глибина 0,2-0,5 м, максимальна 3 м.
На захід від Скадовська розташовано близько 70 озер. На острові Джарилгач налічується більше сотні невеликих водоймищ.

#### Овер'янівське озеро (Буряки)
Овер'янівське (Буряки) — озеро в Новотроїцькому районі між селами Овер'янівка та Заозерне. Розміри 2x1 км, площа 1,7 км², глибина до 1,5 м. Улоговина озера має лагунне походження. Вода мінералізована (понад 20 г/л).

#### Новомихайлівське озеро
Новомихайлівське - озеро лагунного походження в Новотроїцькому районі на узбережжі Сивашу. Розміри 3,2x1,6 км, площа 4,1 км², глибина до 2 м. Рівень води регулюється завдяки стоку до Сивашу. Вода солонувата внаслідок вимивання солей з донних відкладень, представлених мулом.

#### Генічеське озеро
Дивіться детальніше: Генічеське озеро
Генічеське — солоне озеро в Генічеському районі на півострові Семенівський Кут в межах Арабатської Стрілки. Розміри 4,5x2,9 км, площа 9,2 км², глибина 0,5-0,6 м. Улоговину озера утворює колишня затока Сивашу. Рівень води озера нижчий за рівень Сивашу. Харчується за рахунок вод Сивашу, з яким сполучається протокою. На дні озера знаходиться темно-сірий мул, покритий шаром самосадової солі.

#### Зяблівське озеро (Косарське)
Зяблівське (Косарське) — солоне озеро лагунного походження в Генічеському районі на Арабатській Стрілці. Від Утлюцького лиману відокремлено насипом. Розміри 3x0,7 км, площа 0,84 км², глибина до 0,5 м. Живиться за рахунок фільтрації морської води через насип.

#### Лиман
Лиман — солоне озеро лагунного походження в Генічеському районі біля с. Фрунзе. Від Утлюцького лиману відокремлено косою. Розміри 3x1 км, площа близько 3 км².

#### Олень
Олень — озеро лиманового походження в Генічеському районі на північний захід від коси острів Бірючий. Протоками сполучається з Утлюцьким лиманом Азовського моря. Розміри 2,8x2,1 км, площа 3,2 км², глибина до 2,5 м. Живиться водами Азовського моря.

#### Ямковський лиман
Ямковський лиман — озеро лиманового походження в Генічеському районі на косі острів Бірючий. Протокою та через озеро Олень сполучається з Утлюцьким лиманом Азовського моря. Розміри 2x1 км, площа 1,1 км², глибина до 2,5 м.